# 広蘭路駅
座標: 北緯31度12分47秒 東経121度37分7秒 / 北緯31.21306度 東経121.61861度
広蘭路駅（こうらんろ-えき、中文表記: 广兰路站、英文表記: Guanglan Road Station）は、中華人民共和国上海市浦東新区に位置する上海地下鉄2号線の駅である。
2号線の運転系統は基本的に当駅を境に分割され、当駅より西（国家会展中心方面）は8両編成で、当駅より東（浦東1号2号航站楼）は4両編成で運行されている。ただし平日朝夕ラッシュ時は、国家会展中心方面からの8両編成の列車が1つ隣の唐鎮駅まで乗り入れる。

## 利用可能な鉄道路線
上海地下鉄
■2号線

## 駅構造
南から単式ホーム1面1線と島式ホーム1面2線を有する地下駅。南側の単式ホームに面した線路と島式ホーム北側の線路が本線となっている。

### のりば
| ホーム | 路線   | 行先                                             | 備考                       |
| ------ | ------ | ------------------------------------------------ | -------------------------- |
| 1      | ■2号線 | 浦東1号2号航站楼方面                             |                            |
| 2      | ■2号線 | 世紀大道・人民広場・虹橋火車站・国家会展中心方面 |                            |
| 3      | ■2号線 | 唐鎮行き                                         | 平日朝夕ラッシュ時のみ使用 |

- 浦東1号2号航站楼方面の列車は1番ホームで、国家会展中心方面の列車は2番ホームで折り返す。それぞれの列車が島式ホームの両側に発着するため、必ず対面乗り換えとなる。
- 3番ホームは平日朝夕ラッシュ時以外は閉鎖される。

## 駅周辺
- 張江集電港

## 沿革
- 2010年2月24日 - 開業

## 隣の駅
上海地下鉄
■2号線
金科路駅 - 広蘭路駅 - 唐鎮駅